# Лорън Греъм
Лорън Хелън Греъм (на английски: Lauren Helen Graham) е американска актриса и продуцентка. Най-известна е с ролята си на Лорелай Гилмор в сериала „Момичетата Гилмор“.

## Биография
Родена е на 16 март 1967 година в Хонолулу. Израства във Вирджиния, САЩ, отгледана само от баща си, защото родителите ѝ се развеждат, когато тя е на 5 години. Получава бакалавърска степен по английски език от Колумбийския университет и магистърска степен по актьорско майсторсво от „Южния университет на методистите“.  След като завършва следването си тя заминава за Ню Йорк, където работи като сервитьорка.
Първите ѝ изяви пред публика са да носи костюма на „Страйкър“, талисмана Световното първенство по футбол през 1994 г. През 1995 г. се мести в Холивуд, Калифорния и започва да се появява в различни реклами по телевизията. След това младата актриса става редовна гостуваща звезда в различни шоута и сериали. Най-успешното участие на Греъм е в сериала „Момичетата Гилмор“. За ролята си в него през 2002 г. е номинирана за Златен глобус. „Момичетата Гилмор“ продължава седем сезона и след спирането му през 2007 г. Греъм се снима в няколко филма. През 2009 г. от ABC обявяват нейното завръщане на телевизионен екран в комедийния сериал Let it go!.